# ایلخچی سفلی
ایلخچی سفلی روستایی است که در استان اردبیل، شهرستان گرمی، بخش مرکزی، دهستان اجارود مرکزی قرار دارد.

## جمعیت
بر اساس سرشماری سال ۱۳۸۵ جمعیت این روستا ۲۷۱ نفر با ۵۲ خانوار بوده‌است.